# Notizie degli scavi (film)
Notizie degli scavi è un film del 2010 diretto da Emidio Greco.
Il racconto originale da cui è tratta la storia è stato pubblicato nel 1964 da Franco Lucentini. Dopo essere stato presentato in anteprima alla 67ª Mostra internazionale d'arte cinematografica di Venezia nel 2010 è uscito nelle sale cinematografiche italiane il 29 aprile 2011.

## Trama
Un uomo con un'apparente disabilità intellettiva, chiamato ironicamente "il professore", vive in una casa di tolleranza con alcune prostitute. Per accontentare le richieste di un'ex convivente inizia a visitare una prostituta ricoverata, soprannominata "la marchesa". Tra i due nasce una tenera storia.

## Riconoscimenti
- 2011 - Globi d'oro
  - Miglior regista a Emidio Greco
  - Miglior sceneggiatura a Emidio Greco